# Офицер Королевского флота: набор и продвижение
| Звание              | Оригинал                         |
| Флагманские офицеры | Флагманские офицеры              |
| ------------------- | -------------------------------- |
| Адмирал флота       | Admiral of the Fleet             |
| Адмирал             | Admiral                          |
| Вице-адмирал        | Vice Admiral                     |
| Контр-адмирал       | Rear Admiral                     |
| Старшие офицеры     |                                  |
| Коммодор            | Commodore                        |
| Капитан             | Captain (Post-Captain)           |
| Младшие офицеры     |                                  |
| Коммандер           | Commander (Master and Commander) |
| Лейтенант           | Lieutenant                       |
| Уорэнт-офицеры      |                                  |
| Мичман              | Midshipman                       |
| Мастер              | Sailing Master                   |
| Врач                | Surgeon                          |
| Баталер             | Purser                           |
| Плотник             | Carpenter                        |
| Боцман              | Boatswain                        |
| Пушкарь             | Gunner                           |
| Старшины            |                                  |
| Фельдшер            | Surgeon's Mate                   |
| Оружейный мастер    | Armourer                         |
| Кок                 | Cook                             |
| Каптенармус         | Master-at-Arms                   |
| Парусный мастер     | Sailmaker                        |
| Капеллан            | Chaplain                         |
| Учитель             | Schoolmaster                     |

Офицер Королевского флота: набор и продвижение — офицерами в Королевском флоте назывались в Век паруса и называются как собственно офицеры, так и унтер-офицеры. Эти два типа офицеров отличались порядком получения званий и открытыми им путями карьеры.

## Уорэнт-офицер и старшина
Звания, примерно соответствующие современным мичманам и старшинам, имели общее название англ. Non-Commissionned officers, что дословно означает «беспатентные офицеры». Иногда, особенно в американском флоте, сокращались до Non-coms.
В отличие от офицера, уорэнт-офицер (англ. Warrant Officer) получал своё звание по «гарантии» (англ. warrant), от Адмиралтейского комитета. Уорэнт-офицеры делились на две неравные категории: мичман и мастер могли продвинуться на офицерское звание, остальные уорэнт-офицеры и старшины нет.

### Старшина
Старшины (англ. Petty Officers) набирались из квалифицированных матросов (англ. Able Seamen), и получали свой чин приказом командира корабля. Впоследствии назначение утверждал Адмиралтейский комитет. Не являясь формально специалистами, они представляли собой лучшие кадры подготовленных моряков, и были связью между командиром подразделения и матросами.
Их продвижение по службе ограничивалось нижними чинами.

### Уорэнт-офицер

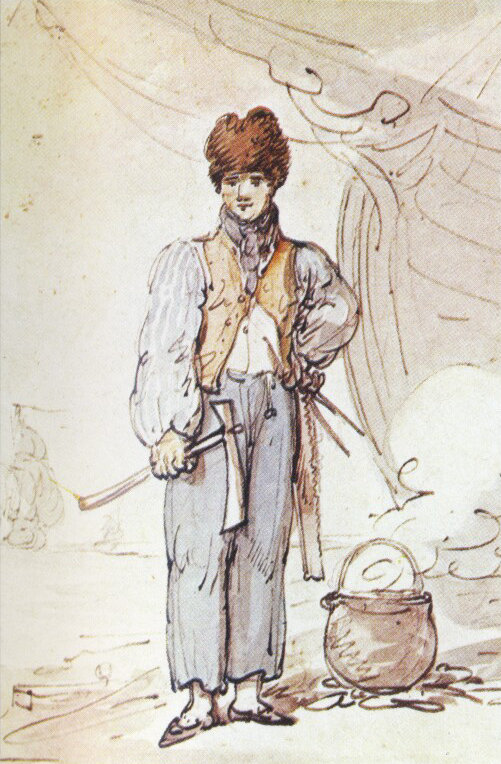
Плотник

Уорэнт-офицеры: баталер, плотник и боцман получали свои звания, и одновременно назначались на корабли, по «гарантии» Адмиралтейского комитета (англ. Admiralty Board) или, в случае пушкаря, Комитета вооружений (англ. Ordinance Board). Врач получал своё назначение от Комитета по больным и раненым (англ. Sick and Hurt Board).
Таким образом, Адмиралтейство как бы ручалось, что они подготовленные специалисты и заслуживают своих званий. Они занимали ключевые должности на корабле, и отвечали за свои службы (снабжение, корпус, парусное вооружение и имущество, артиллерия и боеприпасы) непосредственно перед капитаном, но в повседневной службе подчинялись первому лейтенанту или назначенным им офицерам.
Набирались из наиболее опытных старшин, либо путём перевода с берега, например с верфей и госпиталей. Возможностей продвижения по службе у них практически не было.

### Мастер
Мастер (англ. Sailing Master) в русском не имеет точного эквивалента. Уорэнт-офицер в этой должности отвечал за навигацию, лоцманское плавание, и все небоевые эволюции корабля, как-то постановку, уборку и настройку парусов, постановку на якорь и снятие с него, выбор наилучшего пути и учет условий плавания. При этом на корабле могли отдельно быть ещё штурман (англ. naviagtor) и лоцман (англ. pilot), непосредственно командовали при эволюциях вахтенные офицеры, а обучал «юных джентльменов» специально нанятый учитель (англ. schoolmaster). Тем не менее мастер был экспертом и главным советником капитана по всем вопросам морской практики.
Происхождение этого звания обычно относят к позднему Средневековью, когда капитан корабля был обязательно дворянином и военачальником, но необязательно моряком. На капитане лежала общая ответственность за корабль и командование в бою, а на мастере — морская практика.
Приблизительно это звание переводилось как «кормчий», позже «шкипер», но впоследствии за шкипером утвердилось иное толкование. В петровские времена в русском флоте недолго существовало звание «мастер».
При подходящих данных, способностях и стечении обстоятельств мастер мог стать офицером, но такие случаи были нечасты. Уильям Блай был капитаном, поднявшимся по службе из мастера.

### Мичман

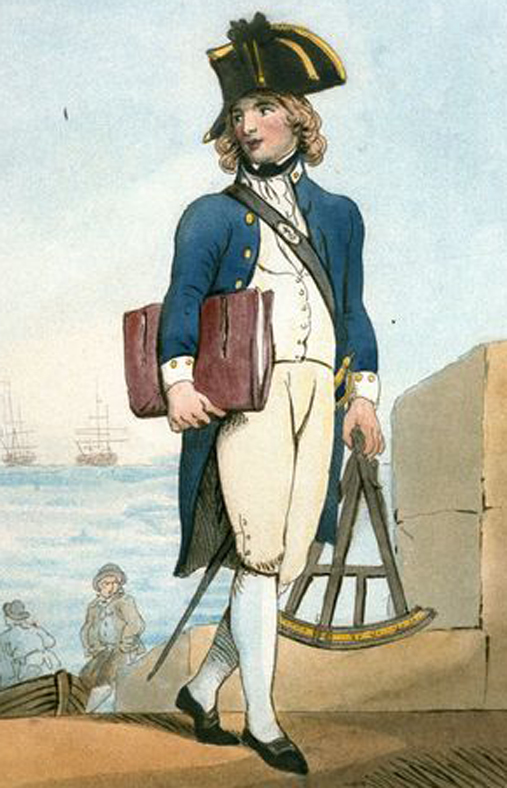
Мичман (1799)

Мичмана (англ. Midshipmen), или неофициально «юные джентльмены» (англ. Young Gentlemen) набирались, как и указывает название, из семей джентльменского происхождения, а точнее, знати и джентри. Аристократов на флоте всегда было немного, но по ходу Революционных и Наполеоновских войн их доля только уменьшалась. Обычно будущие офицеры поступали на службу ещё детьми, в возрасте 8−12 лет.
Были основным резервом пополнения офицерского корпуса. С ранних стадий службы им давалась номинальная власть над старшими и гораздо более опытными моряками, «для приобретения командных навыков». Как правило, они становились помощниками офицера — командира дивизиона или уорэнт-офицера — командира отделения. Со временем более успешные могли получить должность штурманского помощника, (англ. Master’s Mate). Некоторые самостоятельно командовали шлюпкой, отделением сигнальщиков или секцией (плутонгом) артиллерийской батареи. Все готовились, и с разрешения капитана исполняли обязанности вахтенного офицера.
К 20 годам ожидалось, что мичман выдержит лейтенантский экзамен, но случались и пожилые мичмана, так и не выдержавшие его до самого увольнения.

## Офицер
Собственно офицер (точнее, патентованный офицер: англ. Commissioned Officer) получал своё звание, или ранг (англ. rank), в качестве патента (англ. commission) или диплома, выданного экзаменационной комиссией за успешно выдержанный экзамен. Патент исходил от короля, хотя и выдавался через Адмиралтейство. Соответственно, и лишиться его офицер мог, теоретически, только королевским указом.
К моменту экзамена он должен был: числиться в списках на активной службе не менее 8 лет подряд; иметь опыт командования подразделением и несения самостоятельной вахты; совершить не менее одного дальнего похода; иметь рекомендацию капитана для экзамена.
В офицеры производились в основном из мичмана, реже из мастера.

### Списки флота
Одним из списков флота, наряду со списком имеющихся кораблей (англ. Naval Register), был список офицеров, или просто Флотский список (англ. Navy List). Он содержал имя, звание, старшинство (по званию, возрасту, отличиям и выслуге), статус (активная служба/резерв/отставка) и текущий пост каждого формально утверждённого офицера флота, от лейтенантов до адмиралов и лордов Адмиралтейства.
Особый интерес список представлял для капитанов, рассчитывающих (или ожидающих) нового назначения, или производства в следующий ранг. При прочих равных для продвижения офицера требовалось сначала продвижение всех, кто был старше по списку. Формально каждый капитан мог рано или поздно рассчитывать на продвижение, хотя оно осуществлялось не всегда.
Обычно Флотский список (несколько толстых томов) переиздавался ежегодно. В части флагманских рангов могли быть внеочередные издания.

### Младшие офицеры

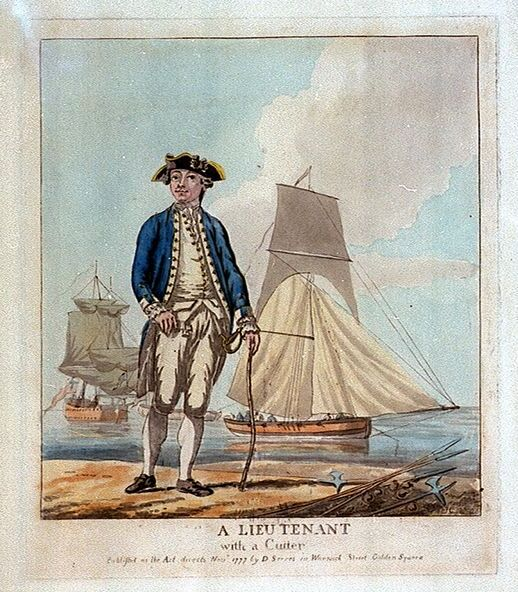
Лейтенант (1777)

Первичным офицерским званием по получении патента был лейтенант.
Следует отличать звание от лейтенантской должности — все помощники капитана имели должности лейтенантов с прибавлением номера по старшинству. Так, 1-й лейтенант соответствует старшему помощнику, и т. д. Лейтенантскую должность мог занимать лейтенант, мичман, уорэнт-офицер или другой по усмотрению командира, и в самостоятельном плавании производство оставалось в силе. Но при первой возможности это решение подлежало утверждению вышестоящего командования и в конечном счете Адмиралтейства. То же касается самого лейтенантского звания которое, при медленной связи, могло запаздывать от нескольких месяцев до двух лет, а иногда и совсем терялось в бумагах. До утверждения офицер назывался англ. Acting Lieutenant, что соответствует русскому «исполняющий обязанности лейтенанта».
С 1775 года появилось звание коммандер (полностью — англ. Master and Commander, с 1794 сокращено до англ. Commander), промежуточное между лейтенантом и капитаном. Звание было введено для офицеров, командующих кораблями без ранга (англ. unrated) и так называемых Post Ships. До этого кораблями без ранга командовали лейтенанты, а Post Ships полные капитаны. Умножение их числа и одновременно разнообразия (от 6 ранга до легких кораблей — шлюпы, тендеры, шхуны и т. д.) потребовало выделить специальное звание.

### Капитан

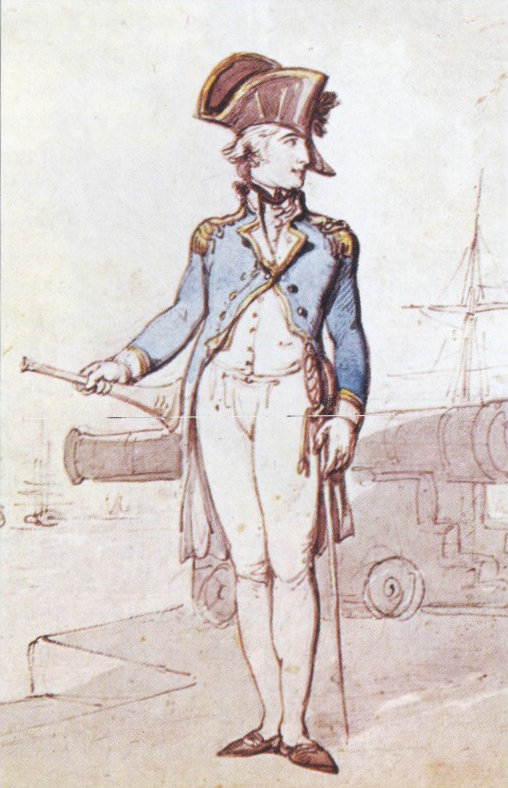
Капитан (нач. XIX в.)

В случае освобождения должности командира корабля, и обязательно с одобрения Адмиралтейства, лейтенант мог получить звание капитан, или официально, полный капитан (англ. Post-Captain). Типичными поводами для производства были: смерть вышестоящего офицера; постройка нового корабля; захват приза и взятие его в британскую службу. Все они сопровождались продвижениями во флотском списке.
Капитан был и остается центральной фигурой в Королевском флоте. В этом звании утверждались офицеры, командовавшие кораблями с 5 по 1 ранг, или приравненные к ним. Звание капитан (англ. Captain) отличается от должности командира корабля, которую на малых кораблях могли исполнять и офицеры ниже по званию. По традиции их также называли капитанами.
Как и с другими званиями, в капитаны мог произвести вышестоящий командир на месте, но в этот момент звание не менялось, офицер числился только исполняющим обязанности, и в бумагах назывался англ. Acting Captain. Только официальное утверждение Адмиралтейством давало полное капитанство. Если офицер исполнял капитанские обязанности до утверждения, к нему все равно, по традиции, обращались «капитан», но постоянное звание и все привилегии начинались только с момента утверждения.

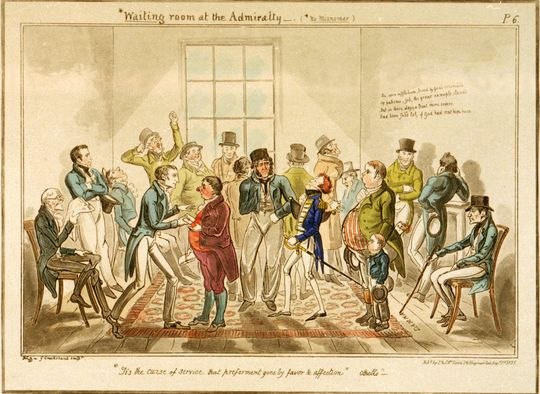
Приемная Адмиралтейства (кладбище многих надежд); карикатура 1835

Однако на этой стадии для продвижения важны были не только формальные признаки, но и наличие связей, покровителей (англ. interest). Система покровительства существовала на флоте почти официально и уходила корнями в средневековые отношения вассала (англ. client) и сеньора (англ. patron). За редкими исключениями, получить в командование собственный корабль без покровительства было невозможно. В игру вступали соображения «кто чей протеже» и «с кем есть родственные связи». Именно таким образом преодолевали конкуренцию других офицеров: кандидатов на перспективные должности было всегда в избытке.
Для безродных и без связей оставался последний выход: личный визит с ходатайством в Адмиралтейство. После обязательного долгого (иногда днями) ожидания в приемной ищущему места предоставлялась возможность предстать и просить, пуская в ход прошлые заслуги, красноречие, или другие приемы. Некоторым удавалось получить корабль. Остальные оставались на лейтенантских должностях навсегда. Если не было войны, дорога им была только одна: в резерв на половинное жалование (англ. half-pay).

### Старшие и флагманские офицеры

Брейд-вымпел коммодора

Старший капитан мог, на определенную кампанию или поход, стать командующим небольшой эскадрой, и в этом случае назывался коммодор (без изменения званий во флотском списке). Коммодор получал привилегию выбрать флагманский корабль и поднять свой собственный брейд-вымпел.

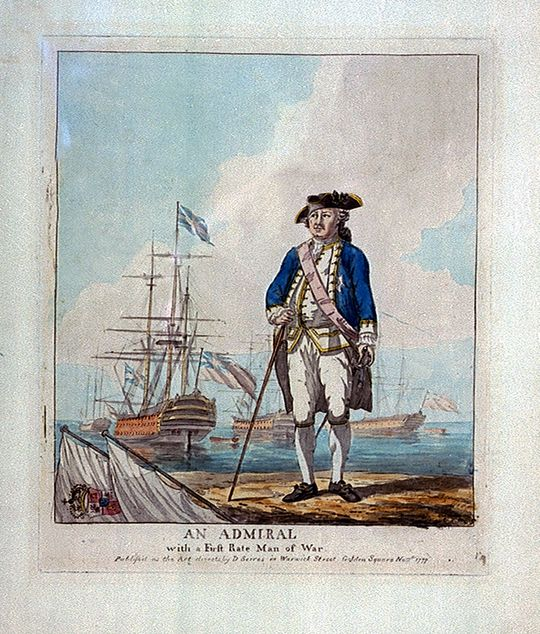
Адмирал (1777)

Официально повышенный Адмиралтейством до командования эскадрой капитан производился в контр-адмиралы (до отмены градаций, в контр-адмиралы синей эскадры) — первичный флагманский ранг. Он получал продвижение по флотскому списку, соответствующее ему жалование и привилегию нести контр-адмиральский брейд-вымпел по рангу и претендовать на дальнейшее продвижение.
Долго существовали три градации в каждом адмиральском звании, кроме высшего, Адмирала флота. Традиция происходит из времен, когда весь Королевский флот делился на три эскадры, а те, в свою очередь, на три дивизиона каждая. Эскадры различались по цвету кормового флага (англ. Ensign): синяя, белая, и красная. В каждой имелся авангард, — им командовал вице-адмирал, кордебаталия, — командовал адмирал, и арьергард — контр-адмирал. Общее командование осуществлял Адмирал флота, он же адмирал красной эскадры. То есть на весь флот имелось 9 адмиральских «вакансий». Ранг Адмирала флота сохранялся за офицером пожизненно, кроме случаев добровольной отставки.

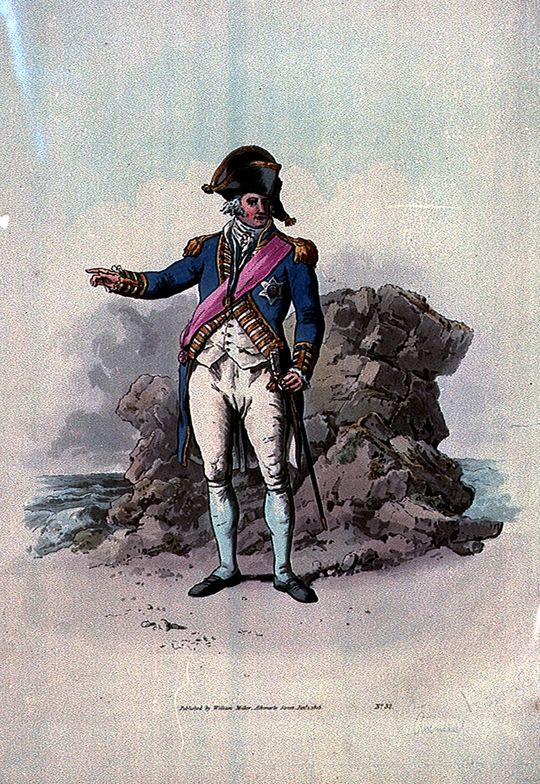
Адмирал (1805)

С ростом флота число адмиралов росло, но разделение на эскадры, и с ним разделение адмиральских званий по цвету сохранялось. Каждое из званий теперь могло присваиваться нескольким адмиралам. В целях определения старшинства считалось, что синяя эскадра является низшей, следом шли белая и красная.
Начиная с 1815 года градации были отменены, а с 1864 года все корабли Королевского флота несут одинаковый кормовой флаг: белый. Брейд-вымпелы были заменены на адмиральские флаги по рангу.
Недостатком системы производства по старшинству была её крайняя негибкость, особенно во флагманских рангах. Поэтому в 1747 был изобретен обходной путь производства в адмиралы, теоретически, для менее достойных, но подходящих по списку — контр-адмиральство «без отличия эскадры». Произведенный таким образом в просторечии назывался «желтый адмирал» (англ. yellow admiral). Своего флага такой адмирал не имел.